# Stazione di Rinkū Town
La stazione di Rinkū Town (りんくうタウン駅?, Rinkū-taun-eki) è una stazione ferroviaria della città di Izumisano, nella prefettura di Osaka in Giappone. 
La stazione è gestita dalla JR West e dalle Ferrovie Nankai ed è l'ultima stazione situata sulla terraferma prima dell'Aeroporto Internazionale del Kansai, realizzato su un'isola artificiale. È servita dalle linee Kansai Aeroporto della JR West e Aeroporto delle Ferrovie Nankai.

## Servizi
JR West
■ Linea Kansai Aeroporto
 Ferrovie Nankai
● Linea Nankai Aeroporto

## Struttura
La stazione è costituita da due marciapiedi a isola con 4 binari su viadotto, due per ciascun operatore. 
| 1 | ● Linea Nankai Aeroporto         | per Kansai Aeroporto                                                           |
| 2 | ■ Linea Kansai Aeroporto JR West | per Kansai Aeroporto                                                           |
| 3 | ■ Linea Kansai Aeroporto JR West | per Ōtori, Tennōji e Osaka Shuttle per Hineno per Wakayama con cambio a Hineno |
| 4 | ● Linea Nankai Aeroporto         | per Izumisano e Namba (con cambio a Izumisano per Wakayamashi)                 |

## Stazioni adiacenti
| ≪                      | Servizio               | ≫                      |
| Linea Nankai Aeroporto | Linea Nankai Aeroporto | Linea Nankai Aeroporto |
| ---------------------- | ---------------------- | ---------------------- |
| Izumisano              | Tutti i treni1         | Kansai Aeroporto       |
| Linea Kansai Aeroporto |                        |                        |
| Hineno                 | Tutti i treni2         | Kansai Aeroporto       |

Note
1: L'Espresso Limitato Rapi:t α ferma solo in direzione Kansai Aeroporto
2: L'Espresso Limitato Haruka non ferma